# Лисицы
Лиси́цы (лат. Vulpes) — род млекопитающих семейства псовых. Наиболее распространённый представитель — обыкновенная лисица.

## Особенности строения
Размеры тела колеблются от 40 см в длину при массе около 1,5 кг (фенек — самый мелкий представитель семейства псовых) до 90 см с массой до 10 кг у обыкновенной лисицы.
Длинный хвост (до 60 см) у стоящего животного достигает земли. Форма тела характерная для всех псовых: удлинённое туловище, голова с вытянутой мордой. Как правило у представителей густой и мягкий волосяной покров — мех. Преобладает рыжая, желтоватая и буроватая окраска.

## Виды
Красная книга МСОП признаёт 12 современных видов лисиц, каждому из которых присвоен охранный статус «Вызывающие наименьшие опасения».
| Иллюстрация | Научное название | Русскоязычное название                                             | Ареал | Ареал на карте |
| ----------- | ---------------- | ------------------------------------------------------------------ | --- | -------------- |
|             | V. bengalensis   | Бенгальская лисица                                                 | Эндемик Индийского субконтинента. |                |
|             | V. cana          | Афганская лисица, или белуджистанская лисица, или бухарская лисица | Обитает в Передней, Центральной и Южной Азии: в Афганистане, Египте, Иране, Израиле, Иордане, Омане, Пакистане, Палестине, Саудовской Аравии, Туркменистане, ОАЭ и Йемене. Предпочитает полузасушливые места обитания. |                |
|             | V. chama         | Южноафриканская лисица                                             | Встречается только в южной части Африки: в Зимбабве, Ботсване и в Южной Африке. Широко распространена в полузасушливых и засушливых средах обитания с богатыми лугами.                                                 |                |
|             | V. corsac        | Корсак, или степная лисица                                         | Обитает в Средней Азии. Естественная среда обитания — полузасушливые пустыни. |                |
|             | V. ferrilata     | Тибетская лисица                                                   | Эндемик Тибетского нагорья и Ладакхского плато в Непале, Китае, Индии и Бутане. Встречается на высотах от 2500 до 5200 м.                                                                                              |                |
|             | V. lagopus       | Обыкновенный песец, или полярная лисица                            | Обитает по всему Северному полярному кругу (Россия, Шпицберген, Исландия, Фенноскандия, Гренландия, Северная Канада и Аляска).                                                                                         |                |
|             | V. macrotis      | Американская лисица                                                | Североамериканский вид, обитающий в засушливых районах. Встречается в США (Орегон, Колорадо, Невада, Юта, Калифорния, Нью-Мексико и Техас) и в Мексике.                                                                |                |
|             | V. pallida       | Африканская лисица                                                 | Обитает в засушливых областях региона Сахель в Африке. |                |
|             | V. rueppellii    | Песчаная лисица                                                    | Обитает в Северной Африке и некоторых частях Ближнего Востока. |                |
|             | V. velox         | Американский корсак                                                | Обитает на западных лугах Северной Америки, в частности в Монтане, Вайоминге, Нью-Мексико, Колорадо, Канзасе, Оклахоме и Техасе, а также на канадских прериях.                                                         |                |
|             | V. vulpes        | Обыкновенная лисица, или рыжая лисица                              | Самый многочисленный и наиболее широко распространённый вид рода лисиц, распространённый по всему Северному полушарию (Северная Америка, Азия и Европа); акклиматизирован в Австралии.                                 |                |
|             | V. zerda         | Фенек                                                              | Обитает в Северной Африке и на Синайском полуострове. |                |

## Схожие роды

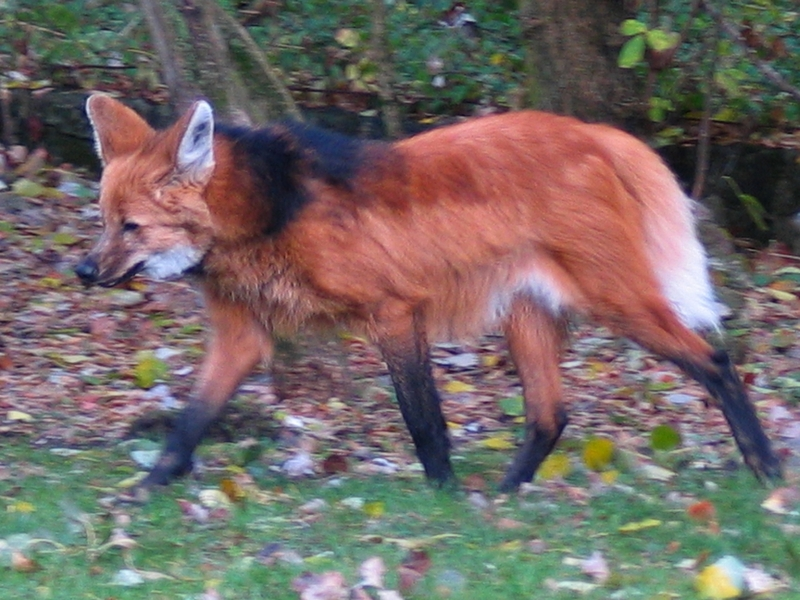
Гривистый волк

На лисиц похож гривистый волк, который не является их близким родственником. В частности, у него отсутствует характерный для лисьих вертикальный зрачок. Его родство с родом Dusicyon (фолклендская лисица) также оказалось спорным. Видимо, он является реликтовым видом, пережившим вымирание крупных южноамериканских псовых в конце плейстоцена.